# 河合来夢
河合 来夢（かわい らむ、2001年4月11日 - ）は、日本のブレイクダンスダンサー。2018年ブエノスアイレスユースオリンピック金メダリスト。ダンサーネームは「RAM」。

## 経歴
神奈川県横浜市出身。5歳の時、自宅近くにダンススタジオがあったこともあり、親の勧めでダンスを習い始めた。
2017年4月、ブレイクダンスの世界選手権「Battle of the Year」（BOTY）を二連覇中であったダンスチーム「The Floorriorz」のメンバーとなり、同年10月のBOTYで優勝を果たし、前人未到となる三連覇に貢献した。
2018年5月には、WDSF世界ユースブレイキン選手権の女子ブレイキンで優勝し、ユースオリンピックのダンススポーツ・ブレイキン競技の日本代表権を獲得した。そして、同年10月にブエノスアイレスで行われたユースオリンピックでは、ダンススポーツ・ブレイキン競技の女子ブレイキン及び混合団体で金メダルを獲得し、2冠を達成した。
2020年、神奈川県立百合丘高等学校を卒業して幼稚園教諭や保育士の免許を取れる文京学院大学人間学部児童発達学科に進学し、練習拠点を都内に移した。
2021年には、東京オリンピックの神奈川の聖火ランナーを務め、閉会式では日本国旗の運び手も務めた。

## プレースタイル
女子ダンサーとしては珍しく、頭や肩を使って連続回転する「パワームーブ」を得意とし、キレと勢いのあるパワフルなスタイルを強みに持つ。

## 戦績
- 2017年 Battle Of The Year 2017 優勝
- 2018年 WDSF世界ユースブレイキン選手権 優勝
- 2018年 ブエノスアイレスユースオリンピック ダンススポーツ・ブレイキン 女子ブレイキン 金メダル
- 2018年 ブエノスアイレスユースオリンピック ダンス・ブレイキン 混合団体 金メダル
- 2019年 WDSF World Open Series Breaking @ FISE Hiroshima 2019 ベスト4[9]
- 2021年 RedBull BC One World Final Poland ベスト8